# Phillip H. Smith
Phillip H. Smith, voluit Phillip Hagar Smith geheten, (Lexington, Massachusetts 29 april 1905 – 29 augustus 1987) was een Amerikaans elektrotechnisch ingenieur die vooral bekendheid kreeg door de uitvinding van de Smithkaart,
Smith behaalde in 1928 zijn diploma aan het Tufts College en ging werken voor Bell Labs, waar hij in 1970 met pensioen ging.  

## Smithkaart
Smith, die altijd al interesse in grafische voorstellingen van wiskundige betrekkingen had, zoals de rekenliniaal, bedacht de Smithkaart in 1939. Onbekend aan Smith had een jaar eerder de Japanse ingenieur Mizuhashi Tosaku iets soortgelijks uitgevonden.   